# 盧元偉
盧元偉（1762年—？），字西津，江西南安府南康縣（今江西省南康縣）人，清朝政治人物。盧洪科之子。
乾隆五十一年，鄉試中舉。乾隆五十五年，登庚戌恩科三甲進士，授吏部額外主事上學習行走。乾隆六十年，任吏部考功司主事	。嘉慶三年，升任吏部考功司員外郎、順天鄉試同考官。嘉慶四年，保舉堪勝道府，任雲南曲靖府知府。嘉靖八年，任雲南東川府知府。嘉慶十年，任雲南普洱府知府。嘉慶十三年，兼護雲南迤南道。嘉慶十四年，父喪丁憂。三年除服后，嘉靖十七年，任江蘇鎮江府知府。嘉慶二十年，任廣東督糧道，次年，代理廣東按察使。嘉慶二十二年，署廣東按察使。道光二年，任直隸按察使，同年改山東按察使。道光三年，任山西按察使。次年革職。